# Pyrgo
Pyrgo es un género de foraminífero bentónico de la subfamilia Miliolinellinae, de la familia Hauerinidae, de la superfamilia Milioloidea, del suborden Miliolina y del orden Miliolida. Su especie tipo es Pyrgo laevis. Su rango cronoestratigráfico abarca desde el Priaboniense (Eoceno superior) hasta la Actualidad.

## Clasificación
Se han descrito numerosas especies de Pyrgo. Entre las especies más interesantes o más conocidas destacan:
- Pyrgo bulloides
- Pyrgo depressa
- Pyrgo elongata
- Pyrgo inornata
- Pyrgo laevis
- Pyrgo lucernula
- Pyrgo murrhina
- Pyrgo tasmanensis

Un listado completo de las especies descritas en el género Pyrgo puede verse en el siguiente anexo.